# Tức giận

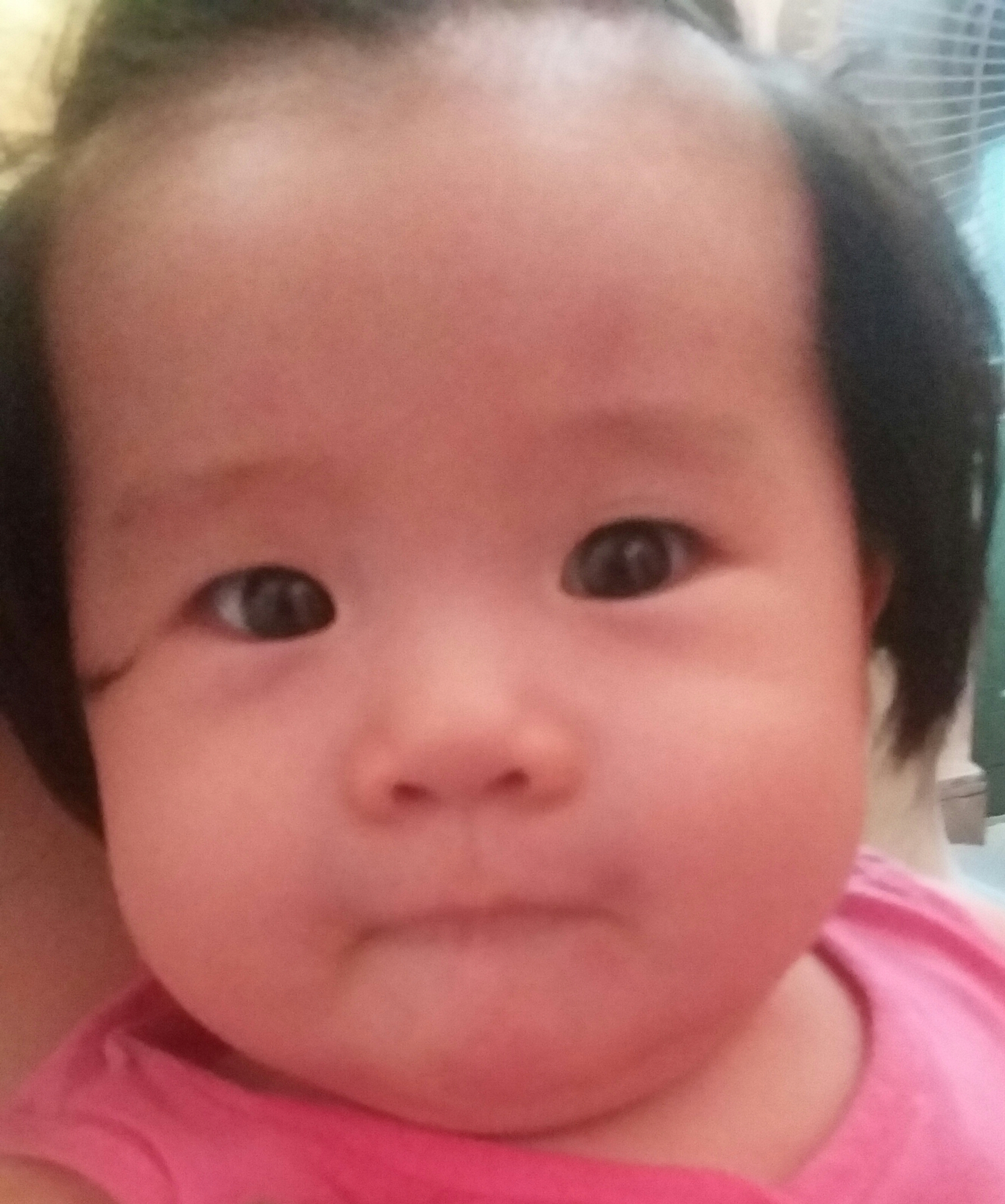
Một em bé đang tức giận, với cử chỉ là trợn mắt, bím môi

Tức giận, giận dữ hay bực tức là một phản ứng cảm xúc liên quan đến việc phản ứng tâm lý của một người đang bị đe dọa.

## Đại cương
Tất cả chúng ta đều tức giận - mặc dù một số người có thể không tin điều này. Giận dữ là một cảm xúc có thể xảy ra khi có mối đe dọa đối với lòng tự trọng, cơ thể, tài sản, cách nhìn thế giới hoặc ham muốn của chúng ta. Mọi người khác nhau ở điểm khiến họ tức giận. Một số người sẽ coi một sự kiện là đe dọa, trong khi những người khác không thấy mối đe dọa nào trong cùng một sự kiện. Phản ứng của chúng ta với sự tức giận rất khác nhau. Một số người có thể sử dụng cảm giác tức giận như một cách giải quyết vấn đề một cách hợp lý và hiệu quả. Những người khác hướng sự tức giận của họ vào bên trong và tham gia vào hành vi tự hủy hoại bản thân. Những người khác tấn công khi họ cảm thấy tức giận. Và một số từ chối thừa nhận sự tức giận của họ - hoặc họ nhầm lẫn nó với những cảm xúc khác như tổn thương hoặc sợ hãi.
Thường thì nó xảy ra khi ranh giới cơ bản của một người bị vi phạm. Một số người có xu hướng phản ứng với sự tức giận bằng cách trả thù. Sự tức giận có thể được sử dụng có hiệu quả khi sử dụng để thiết lập ranh giới hoặc chạy thoát khỏi tình huống nguy hiểm. Sheila Videbeck mô tả sự tức giận là một cảm xúc bình thường có liên quan đến một phản ứng khó chịu và cảm xúc mạnh mẽ đối với một sự khiêu khích Raymond Novaco phân tích tức giận theo ba phương thức: Nhận thức (đánh giá), phản ứng-tình cảm (sự căng thẳng), và hành vi (bỏ chạy và đối đầu). William DeFoore, một chuyên gia về quản lý tức giận, mô tả sự tức giận như một nồi áp suất: chúng ta chỉ có thể nỗ lực chống lại sự tức giận của mình trong một thời gian nhất định cho đến khi sự tức giận bùng nổ.
Sự tức giận có thể có các tương quan sinh lý đi kèm như tăng nhịp tim, tăng huyết áp, và tăng nồng độ adrenaline và noradrenaline trong máu. Một số người coi tức giận như là một cảm xúc gây nên một phần của phản ứng hoặc chiến đấu hoặc bỏ chạy. Tức giận trở thành cảm giác chủ yếu về các mặt ứng xử, nhận thức và sinh lý khi một người lựa chọn có ý thức để hành động ngăn chặn ngay hành vi đe dọa của một thế lực bên ngoài. Thuật ngữ tiếng Anh anger ban đầu xuất phát từ chữ giận dữ của ngôn ngữ cổ Bắc Âu. Tức giận có thể có nhiều hậu quả về thể chất và tinh thần.
Các biểu hiện bên ngoài của sự tức giận thấy trong nét mặt, ngôn ngữ cơ thể, phản ứng sinh lý, và có lúc trở thành hành vi gây sự. Con người nói riêng và các động vật nói chung sẽ hét to, căng cơ cho cơ thể có vẻ to hơn, nhe răng, và nhìn chằm chằm vào đối thủ. Các hành vi liên quan với sự tức giận được thực hiện nhằm cảnh báo kẻ xâm lược ngừng ngay hành vi đe dọa của họ. Hiếm khi nào một cuộc ẩu đả thực sự xảy ra mà trước đó không có biểu hiện của sự giận dữ của ít nhất một trong những người tham gia. Trong khi hầu hết những người nóng giận giải thích hưng phấn của họ như là một kết quả của "những gì đã xảy ra", các nhà tâm lý học đã chỉ ra rằng một người tức giận có thể bị nhầm lẫn bởi vì tức giận làm giảm sút khả năng tự giám sát và khả năng quan sát khách quan.